# بروميثيوس (غوته)

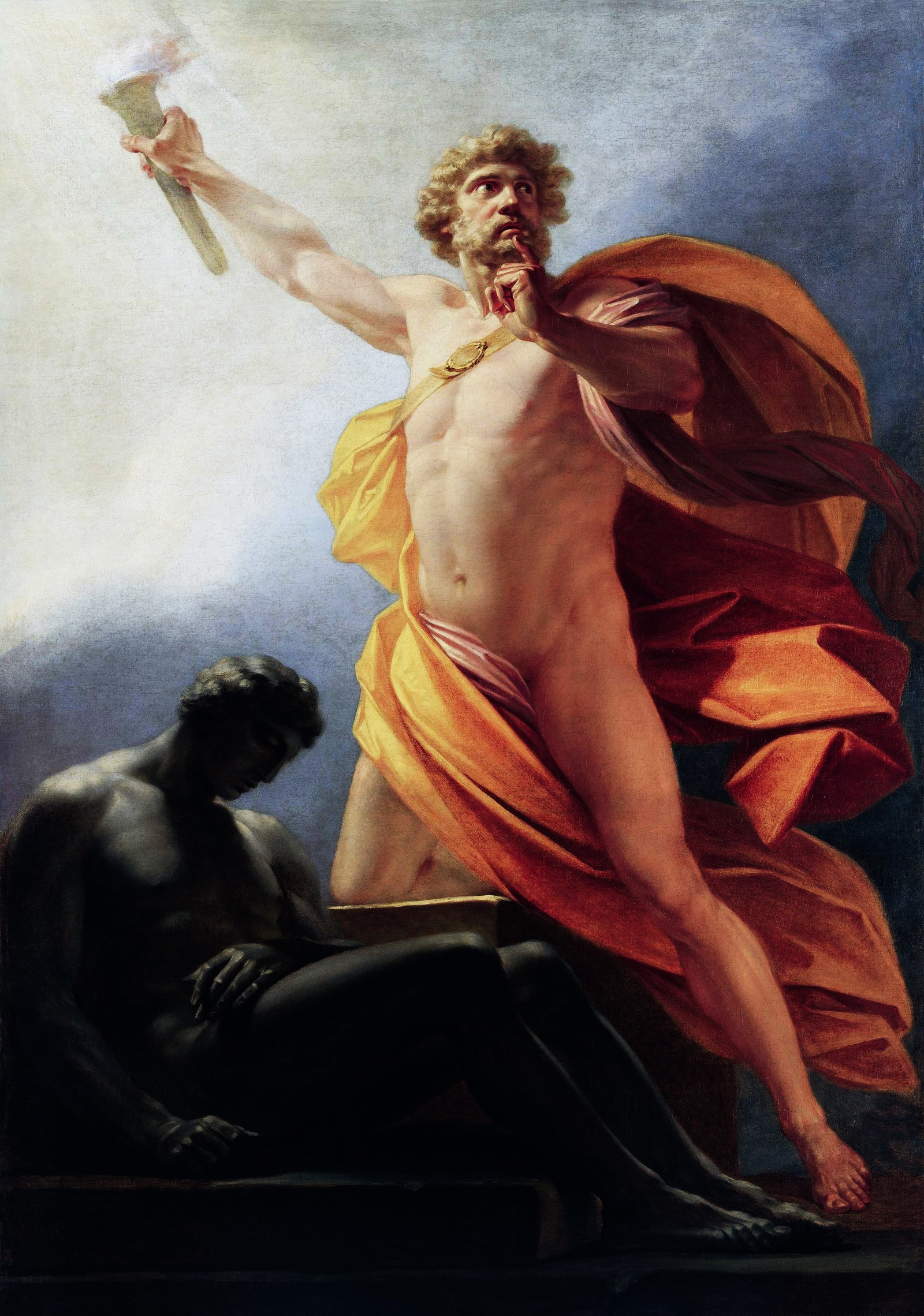
بروميثيوس يقدم النار إلى البشر (c. 1817) هاينريش فوجر

بروميثيوس (بالألمانية: Prometheus) هي قصيدة من تأليف الأديب الألماني يوهان فولفغانغ فون غوته، كتب غوته القصيدة بين 1772 و 1774، ونُشرت في 1789 بعد نشر غير مصرح له بواسطة فريدريك هاينريش جاكوبي عام 1785. عنوان القصيدة هو اسم أحد الجبابرة في الميثولوجيا الإغريقية، والذي يظهر في القصيدة ويتحدى الإله (على أنه زيوس). القصيدة تعد من أهم الأعمال في حركة العاصفة والدفع في الأدب الألماني. تم أدائها كموسيقى من قبل جوهان فريدريش ريتشاردت وفرانز شوبرت وهوجو وولف.

## الفحوى
بروميثيوس هي قصيدة ترتيلية. تكون القصائد الترتيلية بشكل عام مدح وتمجيد، أما في قصيدة بروميثيوس فلا تمدح الآلهة، بل ترفع دعوات ضدهم وتسخر منهم.
في القصيدة يكلم بروميثيوس الإله زيوس بازدراء وتمرد ويشببه بالطفل الذي يخرج رضبه نحو العالم.
غطي سماؤك يا زيوس،

بالغيوم والضباب،

وتدرب، مثل الصبي،

الذي يقطع رؤوس الأشواك،

على السنديان وأعالي الجبال;
في الفقرة الثانية يزدري بروميثيوس جميع الآلهة بأنهم يتغذون على أضاحي وصلوات المؤمنين "بصعوبة" بعد أن أهانهم بقوله "لا أعرف من شيء أفقر
تحت الشمس من الآلهة أمثالكم!". حتى بروميثيوس نفسه كان في محنات حيث طلب المساعدة من الآلهة، لكنه يقول أن الآلهة لم تساعده في هذه المحن، بل قلبه "المُشِع", فيضع نفسه بذلك برتبة الآلهة.
في الفقرات الرابعة والخامسة يسأل غوتة أسئلة تهكمية على لسان بروميثيوس. يدعي بروميثيوس أن الآلهة لم تساعد ولم تشفي ذو محنة أو مريض ولهذا يرفض توقيرهم. ليس الآلهة التي «صقلته ليكون إنساناً» بل الزمن والمصير. تبعاً لارادته بعدم توقير الآلهة يقوم في الفقرة الأخيرة بخلق البشر على صورته. هذا التكبر يصل ذروته في البيت الأخير «مثلي».

## قراءات إضافية
- ثلاث مسرحيات: شتيلا، أم وأخت، بروميثيوس. يوهان فولفغانغ فون غوته. ترجمة وتقديم مصطفى ماهر. القاهرة. المجلس الأعلى للثقافة. 1988.

## وصلات خارجية
- بروميثيوس، على أرشيف الإنترنت.
- بروميثيوس، النص الأصلي مترجم إلى الإنجليزية، على ويكي مصدر.
- بروميثيوس، على مشروع جوتنبرج.